# Giorgio Krüger
Giorgio Krüger (Berlijn 22 december 1871 – Tripoli 19 april 1940) was een Italiaanse entomoloog die gespecialiseerd was in Lepidoptera. 
Krüger, geboren als Hermann Georg Krüger emigreerde begin twintigste eeuw naar Italië en was werkzaam als entomoloog bij de entomologische afdeling van een landbouwkundige dienst in Benghazi in Libië (destijds een Italiaanse kolonie). Vanaf dat moment noemt hij zich Giorgio Krüger en wordt hem het Italiaans staatsburgerschap verleend. Hij werkte veel samen met de entomoloog Emilio Turati voor wie hij veel insecten verzamelde, meestal rondom Benghazi (in het gebied dat vroeger "Cirenaica" heette), maar ook in verder afgelegen gebieden in Libië. Zelf heeft hij ook een tiental nieuwe soorten vlinders voor de wetenschap beschreven. Behalve onderzoek aan vlinders verrichtte hij ook onderzoek aan andere insecten zoals sprinkhanen en wespen. Voor zijn werk ontving Krüger in de jaren dertig de koninklijke onderscheiding van Cavaliere della Stella d’Italia op voorstel van de toenmalige minister van Koloniën, Emilio De Bono.